# まりてん
まりてん（1990年10月13日 - ）は、日本のタレント、YouTuber、文筆家。
キャッチコピーは「みんなの愛人」もしくは「愛人のプロ」。
YouTubeチャンネル「ホンクレch〜本指になってくれますか？〜」を開設し、出演中。

## 人物・来歴
1990年（平成2年）愛知県生まれ。
小学校低学年の時に妹が亡くなった影響で親が新興宗教に熱心に通うようになり、娯楽や交際を抑制されていたため、いわゆる「宗教2世」としての生活下で幼少期を過ごした。クリスマスや誕生日を祝ったことがないと発言している。
2009年、静岡文化芸術大学デザイン学部へ進学。一人暮らしがスタートすると同時に夜遊びを始める。あまりにも男遊びが激しく、友人に「そんなに遊びまわるのなら、仕事にすれば？」と言われたことをきっかけに、大学4年生の冬にデリバリーヘルスに入店し、3か月キャストとして勤める。
2013年、静岡文化芸術大学を卒業し、広告制作会社にWebディレクターとして就職。もともと3年務めたら何か自分で仕事を起こしたいと考えていた為、3年半で退社。これまでの人生で一番楽しかったのは学生時代のデリヘル勤務だったことを思い出し、風俗店を立ち上げることを決意。
2016年、25歳の時に激戦区東京池袋にて風俗店を立ち上げる。池袋西口ホテル街を中心にデリバリーヘルス「池袋サイドライン～優しい気持ちになれる店～」を運営。コンセプトは「副業女子」。受験や社会人生活等、ユーザーと同じ人生経験を積んでいる女性ほどユーザーに共感ができ、寄り添うことができるというものだった。
内部のコンセプトとしては、風俗嬢のセカンドキャリアをテーマ掲げており、スタッフは全員元風俗嬢。ワンコインでスタッフとデートができる企画や、業界では異例の定期オフ会を開催するなどし、多数メディアに取り上げられる。漫画家江川達也とダブルMCとして、YouTube番組「えろのわ」にも出演した。
同店の経営は順調で、あらゆる風俗情報サイトにて池袋デリバリーヘルスアクセスランキング1位を獲得し、スタッフ5名、在籍50名、会員数5,000名以上に成長した。
2019年3月、突如失踪。後ほど、精神的に限界が来ており入院したことが分かる。同年、休養後に合同会社DMM.comに中途社員として就職。Webプランナーとして従事する。
2020年、高級デリヘルにて、風俗嬢として復帰。同年2月、風俗嬢の仕事をしながら、YouTubeチャンネル「ホンクレch～本指になってくれますか？～」を開設。現役風俗嬢が仕事上の裏話や人生を伝えていく内容が中心。
2021年、YouTubeチャンネル「まよたいー真夜中の待機室ー」を開設。
2022年2月、るるたんが加入。現在は2名のメンバーで活動している。YouTubeチャンネル（ソロ）「脱がないまりてん」を開設。
2023年12月、日本最大の風俗情報サイトシティヘブンが企画・開催するミスコンテスト「ミスヘブン総選挙にてグランプリを獲得。」
2024年11月、自身初のフォトエッセイ（自叙伝）『聖と性 私のほんとうの話』（講談社）を発売。
2025年7月いっぱいで風俗嬢を引退することを発表した。

## 出演

### テレビ
ひとりと佳代子と気になるお嬢（ABEMA、2018年11月25日）
給与明細（ABEMA）
- #101：微エロで稼ぐYouTube…現役風俗嬢&元ナース（2020年6月20日）
- #107：”顔出し”風俗嬢はなぜ増えた？抱けるアイドルの本音（2020年8月10日）
- #111：女性に人気の風俗嬢&炎上アイドル…新しい“売れ方”（2020年9月14日）
- #129：【先行公開】レトロ×エロス吉原“令和の遊女のリアル”を体感（2021年2月7日）
- #147：レス解消vol.5 授業料20万円…かすみ先生の膣ヨガ（2021年6月7日）
- #235：2時間4万円 混浴&密着マッサージ“究極奉仕”のレンタル彼女（2023年2月6日）[8]

ノーナレ（NHK総合、2021年5月15日）

### ラジオ
卒業アルバムに1人はいそうな人を探すラジオ（文化放送、2021年3月4日）

### 新聞
「支援なき風俗業界『偏見がある』悲鳴」（中日スポーツ、2020年5月10日）

### 雑誌
週刊SPA! （扶桑社）
- 2017年11月28日号（2017年11月21日発売）
- 2022年2月8日号（2022年2月1日発売）
- 2023年3月21日・28日合併号（2023年3月14日発売）

週刊プレイボーイ（集英社）
- 2020年 6月22日号（2020年 6月8日発売）

FRIDAY（講談社）
- 2021年10月15日号（2021年10月3日発売）

週刊ポスト（小学館）
- 2023年6月30日・7月7日号（2023年06月19日発売）

週刊大衆（双葉社）
- 2024年9月9日号（2024年9月2日発売）

## 文筆

### エッセイ
- 聖と性 私のほんとうの話（2025年1月17日、講談社）ISBN 978-4-0653-8441-1